# Jan Hostivít Pospíšil
Jan Hostivít Pospíšil (30. května 1785 Kutná Hora – 8. října 1868 Hradec Králové) byl český tiskař, nakladatel a knihkupec. Roku 1808 koupil tiskárnu v Hradci Králové a vybudoval z ní centrum obrozenecké kultury. Otevřel i pobočky v Pardubicích, Chrudimi a v Praze. Jeho nákladem vyšlo přes 400 knižních titulů, mimo jiné Komenského Orbis pictus v pěti jazycích v úpravě Josefa Chmely a roráty ve skvostné vazbě. Vydal také množství kramářských písní, modliteb, duchovních písní a výročních zpráv gymnázií. Přeložil několik povídek z němčiny. Patřil k významným obrozencům a k nejvýznamnějším českým tiskařům 19. století; požíval velké úcty.

## Život
Narodil se jako Jan Pospíšil 30. května 1785 v Kutné Hoře ve velmi chudé rodině. Ve škole absolvoval jen tři třídy, protože kvůli obživě rodiny musel pást krávu. Jeho štěstím ale bylo, že se dostal do učení ke kutnohorskému knihtiskaři Františku Korcovi. Po vyučení byl přijat jako písař k šepmistrovskému úřadu. Během napoleonských válek nakrátko vstoupil do dobrovolnického sboru myslivců, kde získal hodnost strážmistra; brzy se ale vrátil zpět do úřadu.
Roku 1808 se oženil s Kateřinou Ptačovskou z Kutné Hory a z prostředků poskytnutých tchánem koupil malou tiskárnu v Hradci Králové. Do té doby zanedbaný podnik se pod novým vedením rychle rozvíjel. Pospíšil zprvu tiskl především na zakázku — úřední formuláře, oběžníky, výroční zprávy gymnázií (Hradec Králové, Litomyšl, Rychnov nad Kněžnou, Broumov), modlitby, duchovní a kramářské písně. V Hradci Králové se brzy spřátelil s místními obrozenci, jako byli Josef Liboslav Ziegler, Josef Chmela a Václav Kliment Klicpera. S jejich pomocí založil roku 1818 nakladatelství českých knih. Vydavatelská činnost byla tehdy nevýnosná a riziková, řada knih se prodala se ztrátou. Honorářem pro autora byla často jen sláva a volné výtisky, které mohl prodávat.
V Pospíšilově tiskárně vzniklo brzy středisko obrozenecké literatury. Vydávaly se práce Klicpery, Rettigové, Hanky, Pešiny a dalších, někdy samostatně, jindy v rámci almanachů (1823–25). Profesor Josef Chmela prováděl korektury a zpočátku i sázel některé práce. Pro svou pohostinnost získal Pospíšil od profesora Zieglera přezdívku Hostivít, kterou od té doby používal ve svém jménu.
Roku 1815 byl obžalován za nepovolené šíření kramářské písně Ach škoda, přeškoda, že těch šajnů není, která připomínala nedávný státní bankrot, a za trest musel strávit osm dní ve vězení.
Roku 1826 koupil od vdovy Veroniky Šollové koncesi na knihkupectví v Praze. První dva roky ho vedl pod původním jménem, později pod svým. Roku 1830 převzal vydávání časopisu Jindy a nyní, po roce 1834 přejmenovaného na Květy české. Pražskou tiskárnu předal roku 1842 svému nejstaršímu synu Jaroslavu.
V roce 1849 (podle jiných zdrojů již 1842) otevřel rovněž tiskárnu v Pardubicích a zakrátko ji přestěhoval do Chrudimi.
Pospíšil patřil k významným nakladatelům i představitelům kultury ve východních Čechách. Vydal přes čtyř sta knižních titulů. Vždy si dával záležet i na vnějším vzhledu knih. K jeho známým publikacím patřil např. Orbis pictus v pěti jazycích v úpravě Josefa Chmely nebo skvostné roráty; uváděl ale také do literatury mladé české autory. Roku 1848 vydal první hradecký časopis, Polabský Slovan. Podpořil časopis Čechoslav, vydávaný Josefem Jaroslavem Langerem. Požíval velké úcty. K jeho hostům patřil např. František Palacký, ale i slovenští buditelé Jozef Miloslav Hurban a Ľudovít Štúr.
Roku 1856 přenechal tiskárny synům a odešel do důchodu (na výměnek). Závěr jeho života byl těžký. Roku 1864 ovdověl. V posledních letech byl známý tím, že na procházkách po Hradci Králové rozdával náhodným kolemjdoucím knihy. Zemřel v Hradci Králové 8. října 1868, pohřben byl v Kuklenách.

## Rodina
Pospíšil měl čtrnáct dětí, z nichž se dvanáct dožilo dospělosti.
- Syn Jan Jaroslav Pospíšil (1812–1889) byl ředitelem a později majitelem pražského nakladatelství.[5]
- Dcera Antonie Dušánková (1818[9]–1900)[10] se provdala do Plzně. V letech 1877–90 upravila několik vydání Domácí kuchařky M. D. Rettigové.[5]
- Syn Ladislav převzal tiskárnu v Hradci Králové. Jeho syn Ladislav Jan Pospíšil (1848–1893) rovněž pokračoval v rodinném podniku a jako dlouholetý komunální politik se zasloužil o zboření královéhradeckých hradeb.[11]
- Dcera Marie (1821–1876) se provdala za vídeňského lékaře Petra Zeiskeho. Jejich dcera Pavlína (rozená Zeiskeová) se provdala za Bohumila Eduarda Tolmana (1842-1903), nakladatele a knihkupce. Jejím synem (vnukem Marie) byl Jiří Vladimír Tolman (1878–1937), hradecký knihkupec, dlouholetý předseda několika hradeckých spolků a hradecký zastupitel a radní.
- Vnuk Ignát Herrmann (1854–1935), syn dcery Kateřiny, se proslavil jako novinář a spisovatel.[12] J. H. Pospíšilovi věnoval mimo jiné kapitolu Když si dědeček babičku bral v knize Tré kapitol z maloměstského života.[13]

## Dílo
Přeložil následující literární díla:
- Georg Reinbeck: Usslechtilá Pawlinka, aneb, Prawá cnost wssude sstěstj dogde (1834, 1844)
- Christoph von Schmid: Josafat, syn krále Indického : přjběh ze starowěkosti křesťanské, od spisowatele Genowefy (1840, 1853)
- Christoph von Schmid: Stařeček z hor : powjdka pro djtky (1841)
- Christoph von Schmid: Hirlanda, Vévodkyně z Bretaně, aneb, Tak vítězí ctnost a nevinnost : příběh příkladný a pohnutlivý ze starožitnosti pro mladé i staré (1846, 1864)

Byl rovněž autorem oslavných jubilejních publikací:
- Zpěw srdce wděčného, který vrozenému a wysoce wáženému wlastency Pánu Panu Emanuelowi Dawidowi, měssťanostowi, a saudcowi kryminálnjho auřadu w králowském kragském a weysadnjm městě Plzni obětuge Jan Hostiwit Pospjssil (1840)
- Výjev citů k padesátému dni narození, jejž dne 14. července 1858 slaví blahorodý pán pan Josef Jaromír Štětka, doktor lékařství z Hory Kutné (1858)

## Vysvětlivky
1. ↑  Šepmistr byl purkmistr (starosta) v horním městě, kterým byla mj. Kutná Hora. Viz  Šepmistr. In: OTTO, Jan. Ottův slovník naučný. Praha: J. Otto, 1906. Dostupné online. Svazek 24. S. 586.